# Iglesia de San Blas de Illescas (Coamo)
La Iglesia de San Blas de Illescas de Coamo es una iglesia católica parroquial situada en la plaza central de Coamo, Puerto Rico. La construcción de la iglesia comenzó en 1661, desde entonces ha sido considerada una de las obras más importantes de la arquitectura religiosa en Puerto Rico. La iglesia está separada de la plaza abierta por una serie de pasos ceremoniales y una balaustrada de hierro fundido. La fachada delicadamente curvada y barroca refleja una importante reconstrucción que terminó en 1784. La parroquia de San Blas de Coamo es una de las más antiguas de la isla.